# Literaturgesellschaft Gertrud von le Fort
Die Literaturgesellschaft Gertrud von le Fort e. V. ist eine literarische Gesellschaft mit Sitz in Ofterschwang.

## Geschichte
Die Literaturgesellschaft Gertrud von le Fort e. V. wurde 2006 gegründet. Sie ist ein Zusammenschluss von Personen des In- und Auslands, die sich dem Werk der Dichterin Gertrud von le Fort (1876–1971) verbunden fühlen. Die Gesellschaft ist im Vereinsregister des Amtsgerichts Kempten (Allgäu) eingetragen und vom Finanzamt Kempten (Allgäu) als gemeinnützig im Sinne der Abgabenordnung anerkannt. Der Name der Gesellschaft lautete von 2006 bis 2008 Literaturmuseum Gertrud von le Fort e. V.

## Ziele und Aufgaben
Zweck des Vereins war zunächst „die Initiierung und Förderung von Maßnahmen, die die Einrichtung von Gedenkstätten, Museen und Archiven zu Leben und literarischem Werk Gertrud von le Forts zum Ziel haben“. Denn die Absicht der Gründungsmitglieder war, möglichst in Oberstdorf, dem Wohnort der Dichterin von 1940 bis zu ihrem Tod 1971, eine angemessene Gedenkstätte bzw. ein Museum zu erreichen. Seit 2008 hat die Gesellschaft ihre satzungsmäßigen Ziele weiter gefasst und sieht ihren Zweck in der „Vermittlung des literarischen Werks Gertrud von le Forts sowie anderer Schriftsteller und Dichter, die durch ihr Leben und / oder Werk einen regionalen Bezug aufweisen“. Neben Gertrud von le Fort stehen nun auch Schriftsteller wie etwa W. G. Sebald (1944–2001) im Blickpunkt der literarischen Namensgesellschaft und Dichter, die mit Gertrud von le Fort in Verbindung standen, so beispielsweise Hermann Hesse (1877–1962), Agnes Miegel (1879–1964), Arthur Maximilian Miller (1901–1992), Luise Rinser (1911–2002), Reinhold Schneider (1903–1958), Ina Seidel (1885–1974) und Carl Zuckmayer (1896–1977).

## Tätigkeiten
Vorrangiges Ziel der Gesellschaft ist, die Kenntnis der Werke dieser Personen zu pflegen und zu erweitern. Das wird insbesondere verwirklicht durch Veranstaltungen, die der Vermittlung von Leben und Werk der in der Satzung gemeinten Personen dienen. Daneben will die Literaturgesellschaft auch weiterhin die Einrichtung einer Gedenkstätte zu Gertrud von le Fort initiieren und fördern.
Die Gesellschaft sucht die Zusammenarbeit mit anderen literarischen Gesellschaften, mit Museen, Archiven und Schulen. Die wissenschaftliche Erforschung und besonders die Behandlung der in der Satzung angesprochenen Dichter und ihrer Werke im schulischen Literaturunterricht sind ihr ein Anliegen. Das Zusammenwirken mit dem Gertrud-von-le-Fort-Archiv Ofterschwang und dem Gertrud-von-le-Fort-Gymnasium Oberstdorf nimmt dabei einen besonderen Platz ein.